# Дигамма
Ϝ, ϝ (дига́мма или вав, др.-греч. δίγαμμα или ϝαῦ) — шестая буква архаического греческого алфавита. Как и ипсилон (Υ, υ), происходит от финикийской буквы вав (). Означала звонкий лабиовелярный аппроксимант [w], который к VIII веку до н. э. выпал из греческого произношения и перестал отражаться на письме; по этой причине буква в классический 24-буквенный древнегреческий алфавит не входит.
Звук существовал ещё в языке Гомера, что подтверждается метрическими особенностями поэм «Одиссея» и «Илиада», хотя в дошедших до нас их записях дигамма не используется. Диалект Гомера — ионийский, субдиалект аттическо-ионической диалектной группы. Классический древнегреческий диалект — аттический.
Долго этот звук сохранялся в эолийском диалекте. У древнегреческих грамматиков эллинистической эпохи дигамма описывается как характерная для эолийского диалекта.
Современные носители цаконского языка (потомок дорийского диалекта) в некоторых словах сохраняют доклассический греческий [w]-подобный звук. В цаконском языке этот звук стал щелевым [v]: βάννε [ˈvane] «овца», от древнегреческого ϝαμνός [wamˈnos] (классическое ἀμνός).
В древности дигамма использовалась в системе греческой алфавитной записи чисел со значением 6, однако позже в этой роли была заменена лигатурой «стигма» (Ϛ, ϛ), в некоторых почерках имевшей сходную форму. От дигаммы происходит латинская буква F, а также одна из клавдиевых букв.
В Памфилии наряду с дигаммой той же фонетической реализацией обладали бета и похожая на кириллическую И буква Ͷ ͷ, предположительно также происходившая от финикийской буквы вав; причём Ͷ употреблялась и в позициях, где в греческом обычно писалась бета. В современной литературе она называется «памфилийская дигамма».
Название «дигамма» (δίγαμμα), связанное с формой буквы («двойная гамма»), — позднего происхождения. Первоначально, вероятно, она называлась «вав» (ϝαῦ).
В математике дигамма-функция — это логарифмическая производная гамма-функции. Дигамма-функцию иногда обозначают {\displaystyle F} (латинской буквой, происходящей от дигаммы), но чаще — {\displaystyle \Psi }.

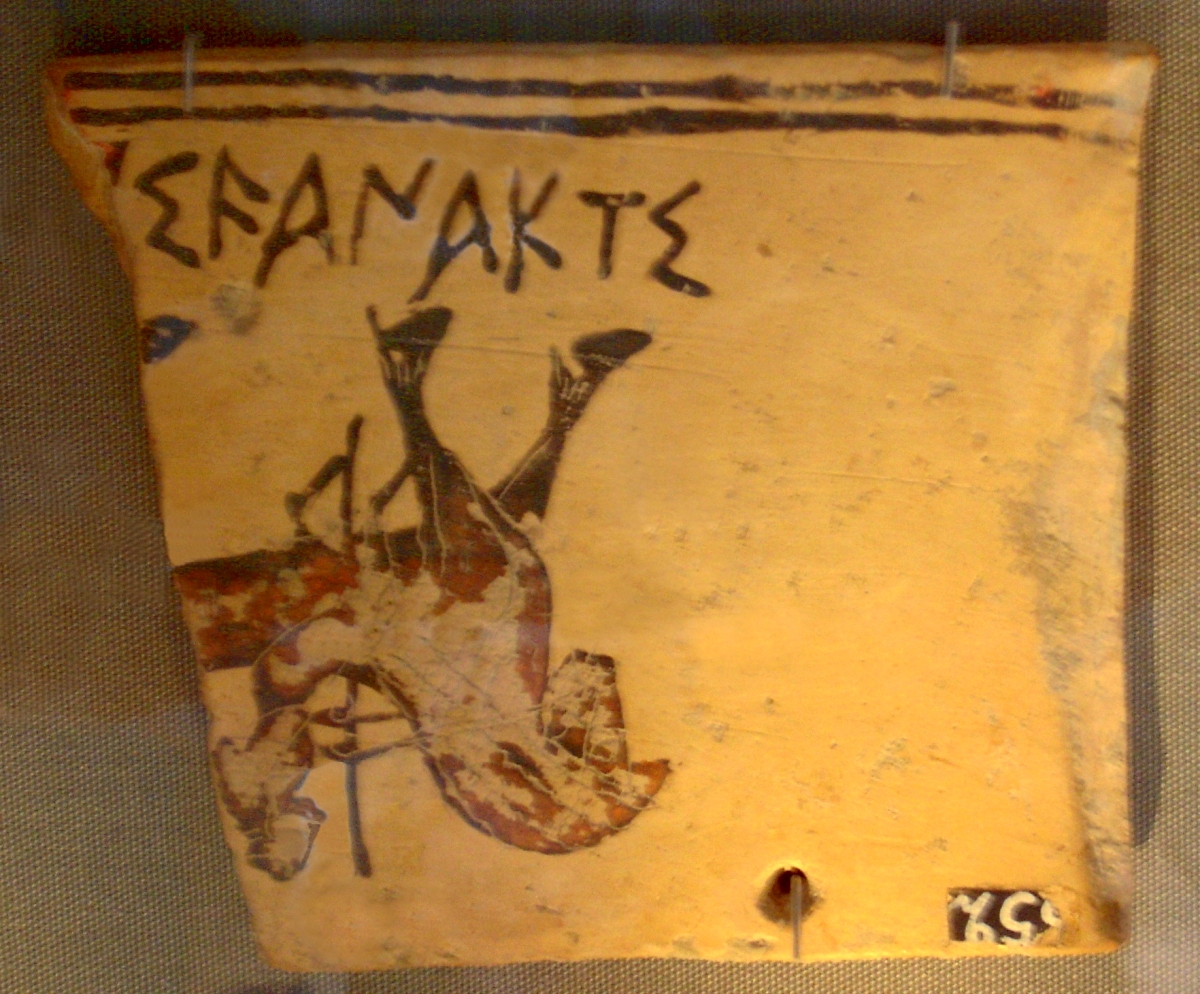
Обломок древнегреческой керамики с изображением всадника. В надписи можно прочесть […]Ι ϜΑΝΑΚΤΙ ([…]и ванакти), «к царю», с дигаммой (и с архаическим Σ-видным начертанием йоты)
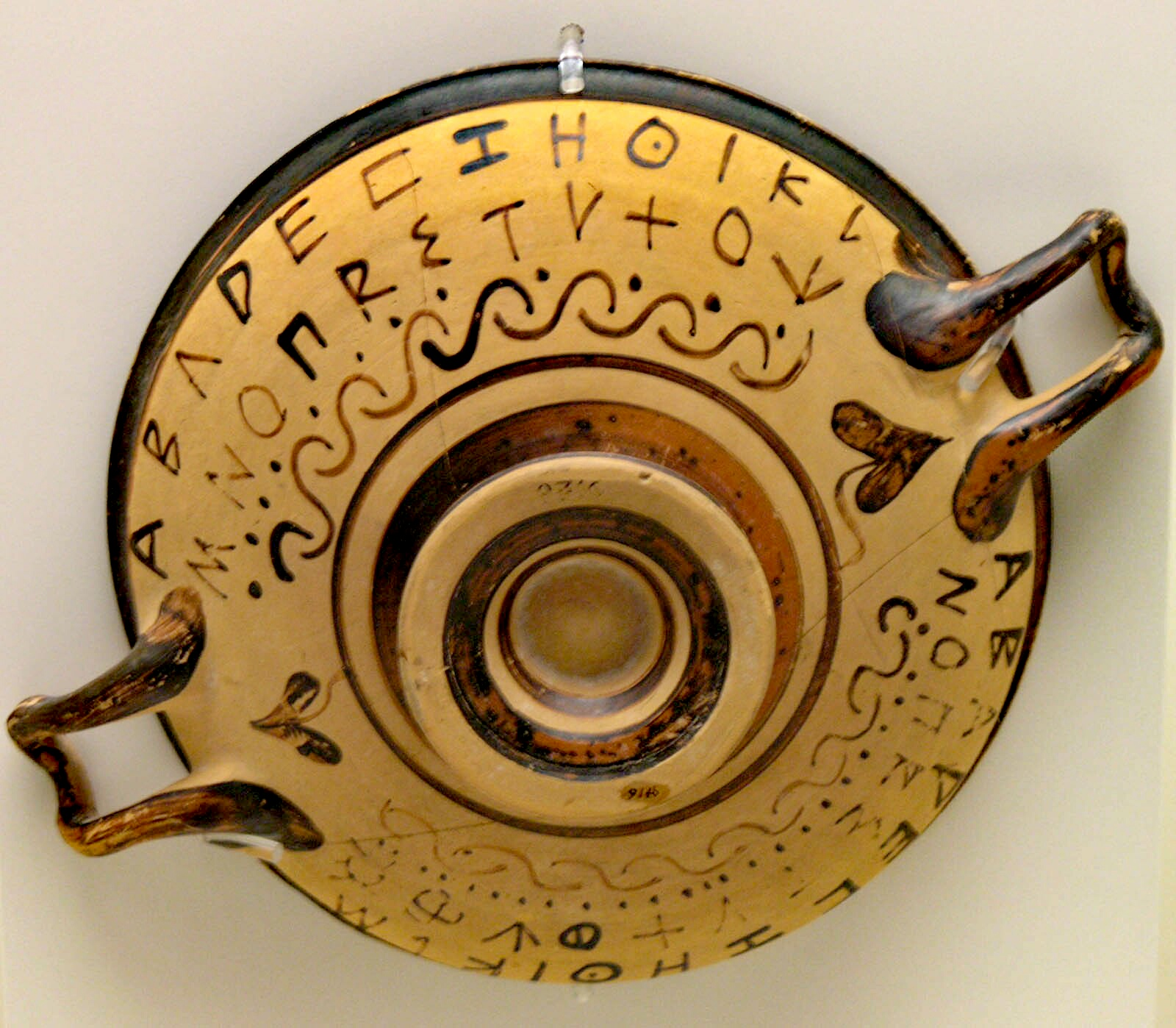
Килик с архаическим греческим алфавитом, содержащим дигамму в виде квадратной C